# Родовая община
Родова́я общи́на, кровноро́дственная общи́на — форма социальной организации (община рода), где люди связаны коллективными защитой, заботами, трудом и потреблением и так далее, на основе кровного родства. 
Основная форма при первобытно-общинном строе (родовом строе).

## История
Родовая община это первая форма общественной организации людей, где люди связаны кровным родством, в некоторых случаях дальним родством, а в некоторых случаях допускалось и искусственное родство. Кроме того, это был союз, основанный на коллективных защите, заботе, труде, коллективном потреблении, коллективной собственности на землю и орудия труда и охотничью территорию и предположительно был основан по принципу социального равноправия.
Охота, расчистка леса, земледелие при примитивных орудиях труда требовали больших коллективных усилий. Плуг с железным лемехом, железный топор, лопата, мотыга, лук и стрелы, стальные мечи способствовали вымиранию общины родовой и появлению соседской общины. Члены родовой общины не могли брать себе жен внутри общины. Поэтому всякая родовая община всегда поддерживала дружеские отношения с другими родовыми общинами, с которыми она обменивалась супругами. Тем самым отношения родства возникали и между общинами, ещё более расширяя рамки сотрудничества и взаимной поддержки. Каждая родовая община представляла собой большой коллектив, связанный родством, общностью происхождения и хозяйственной жизни. В родовой общине все люди трудились сообща и имели общее имущество.
Несколько родовых общин, живущих в одной местности, составляли племя. Все племя говорило на одном языке, имело свои обычаи. Во главе племени стоял совет старейшин.

## Родовая организация
Родовая организация — один из важнейших механизмов поддержания первобытного коллективизма. В советской антропологии существует несколько схем описания её таксономичных уровней (линий родовых структур): Р. — малый Р. — патри/матри/амбилиния; Р., или клан, — линидж; группа Р., или надрод, — Р. — подразделения Р. — ядро домохозяйства, или большой семьи (Д. А. Ольдерогге); клан — сиб, или субклан, — Р., или матри/патрилиния, линидж (Н. А. Бутинов). Локализованная ступень родовой организации — собственно Р. — обладает наибольшей целостностью. В зарубежной социальной антропологии Р. обозначается как генс (лат. gens) или клан.
Существуют два основных направления в трактовке генезиса и сущности Р. — родовое и общинное. Согласно первому, характерному для ортодоксального Эволюционизма, Р. был первичной и повсеместно распространённой формой социальной организации, пришедшей на смену «первобытному стаду» (см. в ст. Первобытность). В силу экзогамии Р. не могли существовать изолированно и возникали племена, объединявшие взаимобрачные (эпигамные) Р. (см. Дуальная организация); возникший вместе с Р. брак первоначально имел форму группового (дуально-родового) и дислокального брака. Матрилинейный Р. рассматривался в качестве основного экономического и социального института, когда производственные отношения совпадали с кровнородственными и характеризовались коллективным потреблением, общеродовой собственностью на осн. средства производства и социальным равенством сородичей. С развитием производительных сил, в том числе в связи с переходом к пашенному земледелию, скотоводству и металлургии, совершился переход к патрилинейному Р., когда основным экономическим институтом становится большая патриархальная семья, а Р. сохраняет в основном брачно-регулирующие и ритуальные функции; появляется иерархия неравноправных родов.
С точки зрения доминирующего ныне общинного направления, Р. возникает не всегда и преимущественно только с развитием земледелия и оседлости, когда появляются вертикальное родство и генеалогии. В отличие от общины, Р. никогда не был производств. ячейкой, имел только брачно-регулирующие и ритуальные функции. Материнский и отцовский Р. — равноправные варианты, не имеющие стадиального характера.
Пережитки Р. сохраняются в постпервобытных обществах, особенно у кочевых и горских народов и в элитарных слоях (например, средневековые европ. дворянские фамилии и монархические династии). Известны также случаи регенерации родовой организации (т. н. неородовая организация) в периоды ослабления государства (среди русских переселенцев в Сибирь, на Крайний Север и Украину, у буров Юж. Африки и др.).
Сеть современных родовых общин воссоздаётся в России на основе восстановления родовой ответственности представителей своих родов,где главным органом взаимодействия родов становятся советы родов.